# Peeto
Peeto is een geslacht van spinnen uit de familie Gallieniellidae.

## Soorten
Het geslacht kent de volgende soort:
- Peeto rodmani Platnick, 2002